# فرودگاه رثکول
 فرودگاه رثکول (به انگلیسی: Rathcoole Aerodrome) (به زبان بومی: Rathcoole Airfield) یک فرودگاه است که یک باند فرود چمن دارد و طول باند آن ۴۵۰ متر است. این فرودگاه در کشور ایرلند قرار دارد و در ارتفاع ۸۶ متری از سطح دریا واقع شده است.